# Alya WTA Malaysian Open 2017 - Qualificazioni singolare
Le qualificazioni del singolare dell'Alya WTA Malaysian Open 2017 sono state un torneo di tennis preliminare per accedere alla fase finale della manifestazione. Le vincitrici dell'ultimo turno sono entrate di diritto nel tabellone principale. In caso di ritiro di una o più giocatrici aventi diritto a queste sono subentrate le lucky loser, ossia le giocatrici che hanno perso nell'ultimo turno ma che avevano una classifica più alta rispetto alle altre partecipanti che avevano comunque perso nel turno finale.

## Teste di serie
1. Liu Fangzhou (primo turno)
2. Sabina Sharipova (qualificata)
3. Aryna Sabalenka (primo turno)
4. Dalila Jakupovič (ultimo turno)
5. Ivana Jorović (primo turno)
6. Jang Su-jeong (qualificata)

1. Ashleigh Barty (qualificata)
2. Barbara Haas (ultimo turno)
3. Cindy Burger (ultimo turno)
4. İpek Soylu (ultimo turno)
5. Tereza Martincová (ultimo turno)
6. Anna Kalinskaya (qualificata)

## Qualificate
1. Lesley Kerkhove
2. Sabina Sharipova
3. Miyu Katō

1. Anna Kalinskaya
2. Ashleigh Barty
3. Jang Su-jeong

## Tabellone

### Legenda
| - Q = Qualificato - WC = Wild card - LL = Lucky loser | - ALT = Alternate - SE = Special Exempt - PR = Protected Ranking | - w/o = Walkover - r = Ritirato - d = Squalificato |

### Sezione 1
|  | Primo turno | Primo turno     | Primo turno  | Primo turno | Primo turno |  |  | Ultimo turno | Ultimo turno    | Ultimo turno    | Ultimo turno | Ultimo turno |  |
|  |             |                 |              |             |             |  |  |              |                 |                 |              |              |  |
|  | 1           | Liu Fangzhou    | 6            | 1           | 5           |  |  |              |                 |                 |              |              |  |
|  |             | Lesley Kerkhove | 4            | 6           | 7           |  |  |              | Lesley Kerkhove | Lesley Kerkhove | 6            | 6            |  |
|  |             | Shūko Aoyama    | Shūko Aoyama | 2           | 1           |  |  | 8            | Barbara Haas    | Barbara Haas    | 1            | 1            |  |
|  | 8           | Barbara Haas    | Barbara Haas | 6           | 6           |  |  |              |                 |                 |              |              |  |

### Sezione 2
|  | Primo turno | Primo turno         | Primo turno         | Primo turno | Primo turno |  |  | Ultimo turno | Ultimo turno     | Ultimo turno | Ultimo turno | Ultimo turno |  |
|  |             |                     |                     |             |             |  |  |              |                  |              |              |              |  |
|  | 2           | Sabina Sharipova    | Sabina Sharipova    | 6           | 6           |  |  |              |                  |              |              |              |  |
|  | WC          | Theiviya Selvarajoo | Theiviya Selvarajoo | 1           | 2           |  |  | 2            | Sabina Sharipova | 4            | 7            | 7            |  |
|  | WC          | Ma Yexin            | Ma Yexin            | 0           | 0           |  |  | 9            | Cindy Burger     | 6            | 64           | 6            |  |
|  | 9           | Cindy Burger        | Cindy Burger        | 6           | 6           |  |  |              |                  |              |              |              |  |

### Sezione 3
|  | Primo turno | Primo turno     | Primo turno | Primo turno | Primo turno |  |  | Ultimo turno | Ultimo turno | Ultimo turno | Ultimo turno | Ultimo turno |  |
|  |             |                 |             |             |             |  |  |              |              |              |              |              |  |
|  | 3           | Aryna Sabalenka | 5           | 6           | 65          |  |  |              |              |              |              |              |  |
|  |             | Miyu Katō       | 7           | 2           | 7           |  |  |              | Miyu Katō    | Miyu Katō    | 7            | 7            |  |
|  |             | Paula Kania     | Paula Kania | 3           | 1           |  |  | 10           | İpek Soylu   | İpek Soylu   | 5            | 64           |  |
|  | 10          | İpek Soylu      | İpek Soylu  | 6           | 6           |  |  |              |              |              |              |              |  |

### Sezione 4
|  | Primo turno | Primo turno      | Primo turno     | Primo turno | Primo turno |  |  | Ultimo turno | Ultimo turno     | Ultimo turno     | Ultimo turno | Ultimo turno |  |
|  |             |                  |                 |             |             |  |  |              |                  |                  |              |              |  |
|  | 4           | Dalila Jakupovič | 6               | 4           | 6           |  |  |              |                  |                  |              |              |  |
|  |             | Lizette Cabrera  | 3               | 6           | 1           |  |  | 4            | Dalila Jakupovič | Dalila Jakupovič | 1            | 5            |  |
|  |             | Ksenija Lykina   | Ksenija Lykina  | 1           | 4           |  |  | 12           | Anna Kalinskaya  | Anna Kalinskaya  | 6            | 7            |  |
|  | 12          | Anna Kalinskaya  | Anna Kalinskaya | 6           | 6           |  |  |              |                  |                  |              |              |  |

### Sezione 5
|  | Primo turno | Primo turno             | Primo turno             | Primo turno | Primo turno |  |  | Ultimo turno | Ultimo turno      | Ultimo turno      | Ultimo turno | Ultimo turno |  |
|  |             |                         |                         |             |             |  |  |              |                   |                   |              |              |  |
|  | 5           | Ivana Jorović           | Ivana Jorović           | 1           | 63          |  |  |              |                   |                   |              |              |  |
|  |             | Urszula Radwańska       | Urszula Radwańska       | 6           | 7           |  |  |              | Urszula Radwańska | Urszula Radwańska | 0            | 1            |  |
|  | Alt         | Varatchaya Wongteanchai | Varatchaya Wongteanchai | 3           | 4           |  |  | 7            | Ashleigh Barty    | Ashleigh Barty    | 6            | 6            |  |
|  | 7           | Ashleigh Barty          | Ashleigh Barty          | 6           | 6           |  |  |              |                   |                   |              |              |  |

### Sezione 6
|  | Primo turno | Primo turno       | Primo turno       | Primo turno | Primo turno |  |  | Ultimo turno | Ultimo turno      | Ultimo turno | Ultimo turno | Ultimo turno |  |
|  |             |                   |                   |             |             |  |  |              |                   |              |              |              |  |
|  | 6           | Jang Su-jeong     | Jang Su-jeong     | 6           | 6           |  |  |              |                   |              |              |              |  |
|  | WC          | Zhang Ling        | Zhang Ling        | 3           | 3           |  |  | 6            | Jang Su-jeong     | 6            | 5            | 6            |  |
|  | WC          | Jawairiah Noordin | Jawairiah Noordin | 4           | 1           |  |  | 11           | Tereza Martincová | 2            | 7            | 3            |  |
|  | 11          | Tereza Martincová | Tereza Martincová | 6           | 6           |  |  |              |                   |              |              |              |  |